# Mount Vernon (Illinois)
Mount Vernon – miasto w Stanach Zjednoczonych, w stanie Illinois, w hrabstwie Jefferson.

## Demografia
źródła:

## Klimat
Miasto leży w strefie klimatu umiarkowanego, wilgotnego, subtropikalnego, łagodnego, bez pory suchej i z gorącym latem, należącego według klasyfikacji Köppena do strefy Cfa. Średnia temperatura roczna wynosi +13,3°C, a opady 1056,6 mm (w tym do 35,1 cm opadów śniegu). Średnia temperatura najcieplejszego miesiąca - lipca wynosi +25,6°C, najzimniejszego - stycznia 0,0°C, podczas gdy rekordowe temperatury wynoszą odpowiednio +45,6°C i –30,0°C.